# Mil Mi-28
Die Mil Mi-28 (russisch Миль Ми-28, NATO-Codename: „Havoc“, dt. Verwüstung) ist ein zweisitziger russischer Kampfhubschrauber.

## Geschichte
In den 1970er Jahren entwickelten die Konstruktionsbüros von Kamow und Mil die ersten sowjetischen Hubschraubertypen, die speziell für den Einsatz gegen Panzer konstruiert wurden. In Konkurrenz zur Kamow Ka-50 entstand die Mil Mi-28. Die konstruktive Auslegung entspricht der bei dedizierten Kampfhubschraubern üblichen Konfiguration. Dazu gehört etwa die zweisitzige Ausführung mit dem vorn sitzenden Bordschützen und dem Piloten erhöht dahinter.
Der Erstflug fand am 10. November 1982 in der UdSSR statt. Er und der Kamow Ka-52 sollten den in die Jahre gekommenen Mil Mi-24 ersetzen. Im Jahr 2003 gab das russische Verteidigungsministerium bekannt, bei Rostwertol 50 Mi-28N bestellt zu haben. Mitte 2006 wurden die ersten beiden Mi-28N ausgeliefert. Bis 2015 sollten 67 Stück zur Verfügung stehen, um die ältesten Mi-24 abzulösen. Die erste einsatzbereite russische Staffel Mi-28N nahm im Juni 2006 an einem gemeinsamen Manöver mit Belarus teil.

## Technik

### Antrieb und Rotor

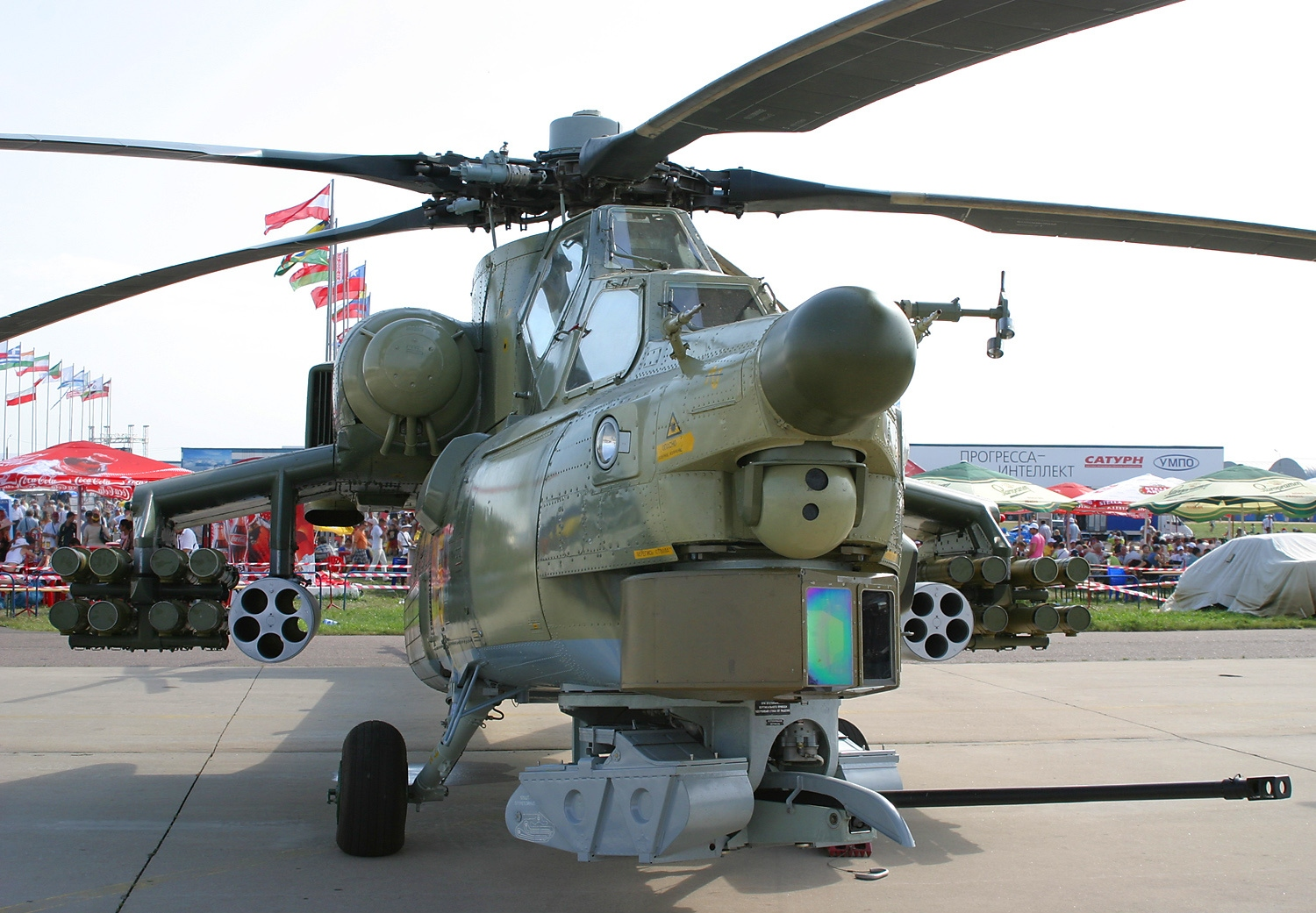
Mi-28NE

Die Mi-28 verfügt über elastisch aufgehängte Rotorblätter aus Verbundwerkstoffen, ähnlich der erstmals bei der Kamow Ka-26 und später bei der Bölkow Bo 105 realisierten Bauweise. Beim Mi-28N werden reine Kunststoff-Rotorblätter eingesetzt, die auch 30-mm-Geschossen standhalten sollen. Der vierblättrige Heckrotor ist aus zwei im Winkel von 35°/145° versetzt übereinander auf der Heckrotorwelle montierten Zweiblattrotoren aufgebaut. Am Ende des Heckauslegers ist asymmetrisch eine verstellbare Höhenflosse angebracht.
Bis 2012 wurden die Mi-28 mit Klimow-TW3-117WMA-Gasturbinen ausgerüstet, die wegen der traditionellen sowjetischen Aufgabenteilung zwischen Konstruktionsbüro und Fabriken für die Serienproduktion von Motor Sitsch in Saporischschja (Ukraine) hergestellt wurden. Seit 2012 wurde zunehmend das neuentwickelte Klimow WK-2500 verwendet, das eine Weiterentwicklung des TW3-117WMA ist und bei Klimow selbst bzw. unter dem Dach der UEC in Russland hergestellt wird. Klimow bietet inzwischen das neue TW7-117WK als Austauschtriebwerk für ältere bzw. Standardtriebwerk für neuproduzierte Mi-28 an. Ein bordeigenes Hilfstriebwerk ermöglicht den Betrieb von unvorbereiteten Startplätzen aus. Die Mi-28 erreicht eine Höchstgeschwindigkeit von 320 km/h, sie kann auch seitwärts und rückwärts mit bis zu 100 km/h fliegen.

### Panzerung
Kabine und Cockpitscheiben halten Geschossen von Kalibern bis zu 12,7 mm stand. Fahrwerk und Sitze sind energieabsorbierend aufgebaut, sodass die Besatzung einen senkrechten Aufschlag mit bis zu 12 m/s überleben kann. Als Gegenmaßnahme zu hitzesuchenden Flugabwehrraketen wurde die thermische Signatur der Mi-28 gegenüber dem Vorgänger Mi-24 um den Faktor 2,5 reduziert.

### Sensoren

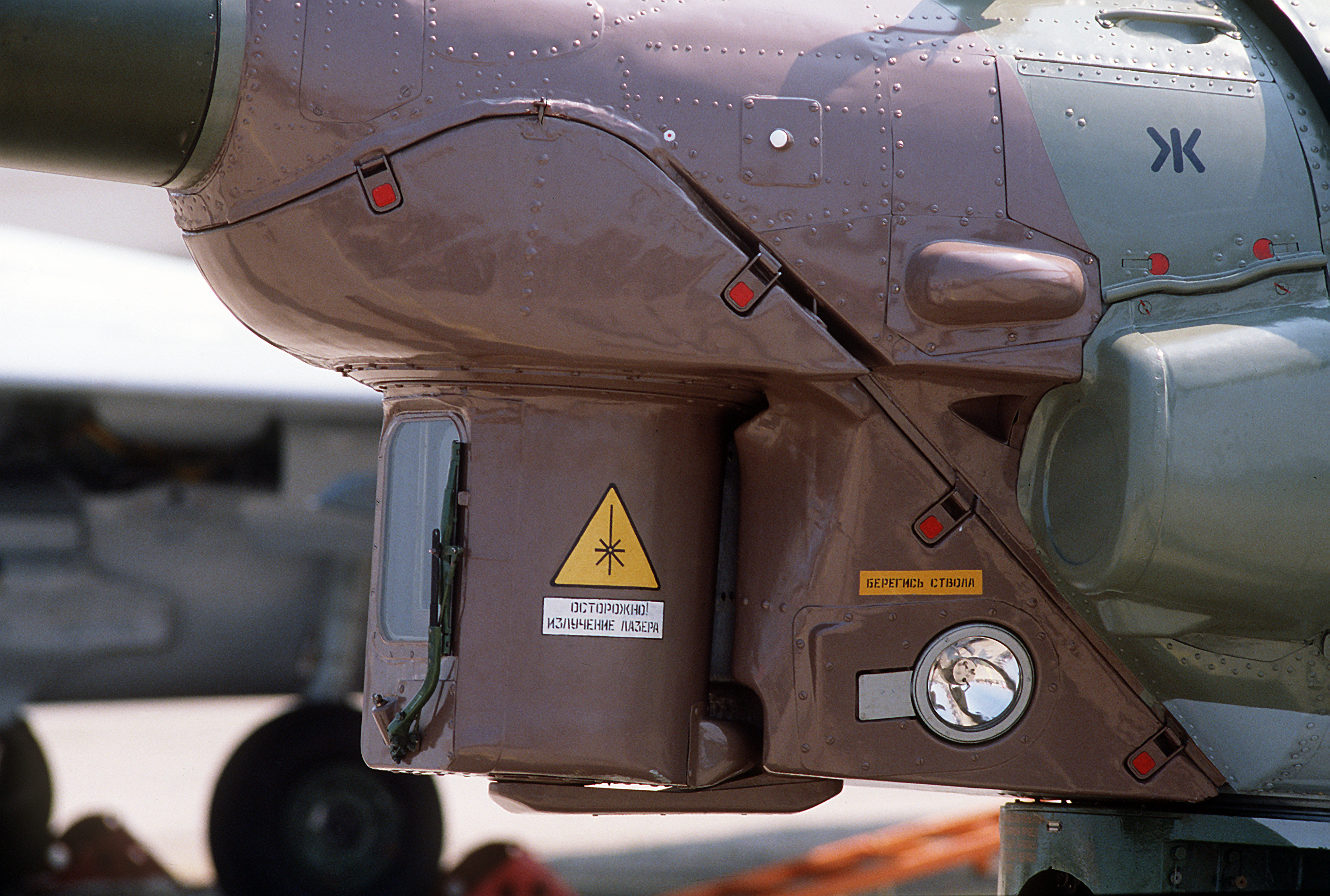
Sensorenpaket der Mi-28

Die Mi-28 besitzt ein vollintegriertes Feuerleitsystem, basierend auf einem zweikanaligen (weit-/engwinkligen) Videosucher, der horizontal um 110° und vertikal von +13 bis −40° schwenkbar ist, ergänzt um einen Laser-Entfernungsmesser. Das Ziel erfasst der Bordschütze per elektronischem Helmvisier (HMD) mit automatischer Augenverfolgung.
Elektrooptisch:
- TV
- Infrarot
- Laser

Radar (optional): Fasotron NIIR Arbalet / FH-01-Multifunktionsradar, arbeitet im Zentimeter- und Millimeterwellenbereich.
Luft-Boden:
- Suche im Azimut: 120°
- Geländekartografie: 32 km
- Terrainfolgeradar
- Raketenwarngerät
- Lenkung von elektrooptischen Sensoren
- Wetterradar
- Zielklassifizierung (mit IFF)
- Zielentdeckung: Brücke: 25 km, Panzer: 12 km
- Zielverfolgung: gleichzeitig 20 Ziele

Luft-Luft:
- volle 360-Grad-Suche
- Zielentdeckungsreichweite: Kampfflugzeuge: 15 km, 9M120-„Ataka“-Lenkflugkörper: 6 km
- Zielverfolgung: 20 gleichzeitig

## Versionen

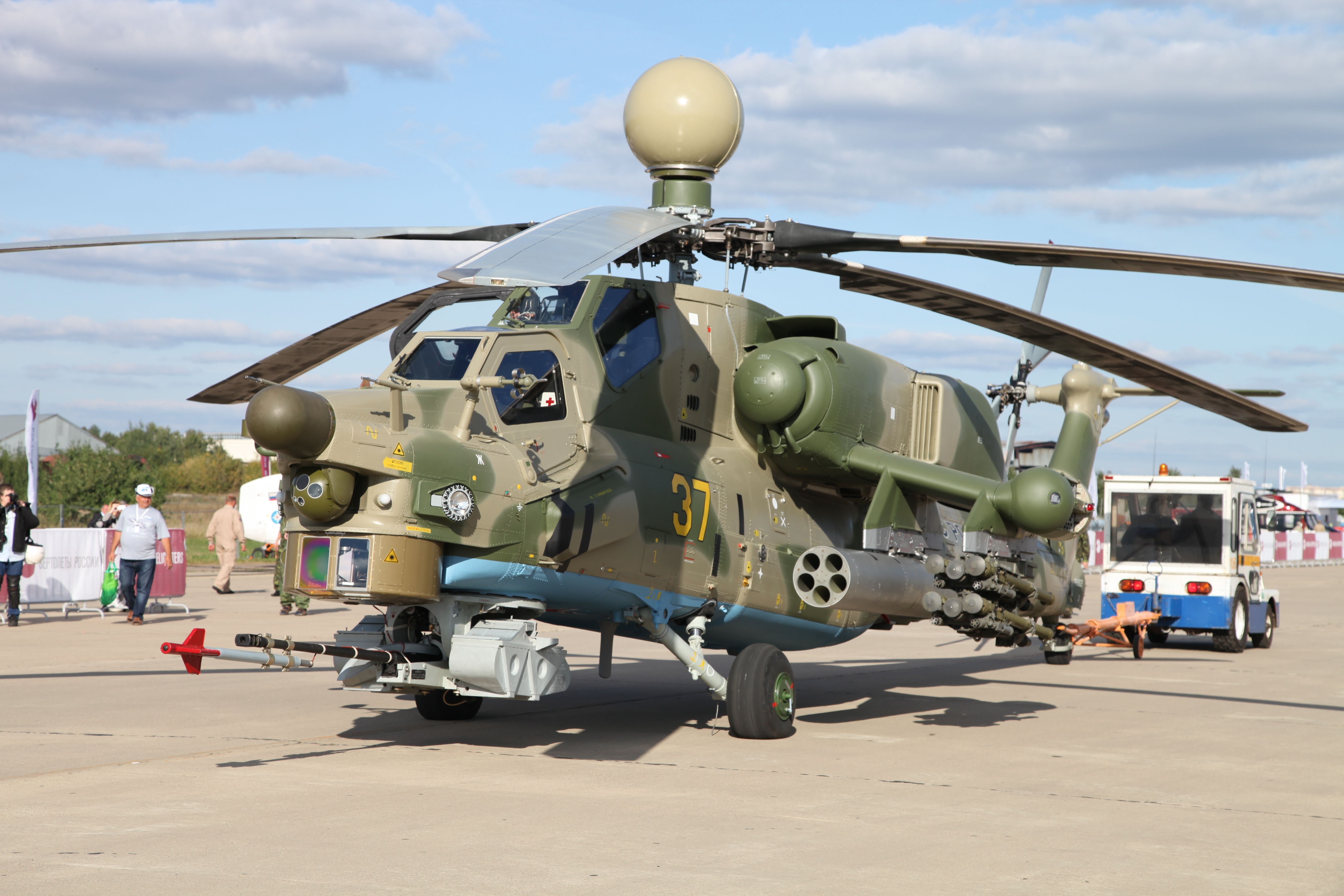
Allwettertaugliche Version Mi-28N

- Mi-28: Erster Prototyp mit konventionellem Dreiblatt-Heckrotor. Erstflug 1982
- Mi-28A: Verbesserter Prototyp für eine geplante Serienfertigung. Mit modernerer Avionik und TW-3-117WM-Triebwerken mit je 2200 PS Leistung. Erstflug 1988.
- Mi-28N: Nachtkampf- und allwettertaugliche Version. Ausgerüstet mit mastmontiertem FH-01-Arbalet-MM-Radar, FLIR und Nachtsichtgerät. Startmasse 11.500 kg, Waffenzuladung 2350 kg. Nachgerüstet mit TW3-117WMA-SB3-Triebwerken mit je 2500 PS Leistung. Bewaffnet mit bis zu 16 Panzerabwehrlenkwaffen vom Typ 9K120 Ataka. Erstflug 1996.
- Mi-28NM: Weiterentwicklung der Mi-28N aus dem Jahr 2008. Wird seit 2017 getestet. Ausgerüstet mit neuen WK-2500P-Triebwerken mit maximal je 2800 PS, abgeänderter Cockpit-Verglasung, neuen Antennen, verbesserter Waffensteuerung, abgeänderter Kinnlafette für die Bordkanone sowie optionalem mastmontierten N025E-MM-Radar. Weiter soll ein Datenlink für den Datenaustausch mit anderen Mi-28 und Bodenstationen zum Einsatz kommen. Zusätzlich soll der Navigator eine Steuerungsmöglichkeit über den Hubschrauber bekommen.[5][6]
- Mi-28E: Exportversion des Mi-28A.
- Mi-28L: Exportversion des Mi-28A für den Einsatz in Wüstenregionen.
- Mi-28NAe: Im Jahr 2004 vorgestellte Exportversion des Mi-28N für Nordkorea.
- Mi-28NE Night Hunter: Exportversion des Mi-28N (auch Variante mit Doppelsteuer[7]).
- Mi-28D: Vereinfachte Exportversion des Mi-28N ohne MM-Radar und FLIR. Vorgestellt auf dem Aerosalon 2005 in Le Bourget.
- Mi-28UB: Mi-28N, bei dem die Flugsteuerung von beiden Sitzen aus erfolgen kann. Wird zur Schulung von Piloten verwendet.

## Nutzerstaaten

### Aktuelle Nutzer
- Algerien – Per Ende 2024 befanden sich 42 Mi-28NE im Dienst der Algerischen Luftstreitkräfte.[8][9]
- Irak – Per Ende 2024 befanden sich 17 Mi-28NE und 4 Mi-28UB im Dienst der Irakischen Luftstreitkräfte.[8][10][9]
- Russland – Per Ende 2024 befanden sich 92 Mi-28N, 19 Mi-28UB und 9 Mi-28NM bei den Russischen Luftstreitkräften im Dienst. Im Juni 2019 wurden weiter 98 Mi-28NM bestellt, sie sollen bis 2027 ausgeliefert werden.[8][11][9][12]
- Uganda – Per Ende 2024 befanden sich 4 Mi-28NE im Dienst. Zwei Mi-28NE sind bestellt.[13][14][15][9]

### Ehemalige Interessenten
- Venezuela – Für die venezolanischen Luftstreitkräfte wurde im Jahr 2009 über den Kauf von u. a. mindestens 10 Mi-28NE verhandelt, die OV-10 Bronco ersetzen sollten.[16] Im Zuge der großen Staatsverschuldung wurde die Beschaffung auf unbestimmte Zeit sistiert.
- Belarus – Die belarussischen Luftstreitkräfte haben laut Rosoboronexport Interesse signalisiert, unter anderem Mi-28NE zu beschaffen.[17]

## Kriegseinsätze

### Bürgerkrieg in Syrien
Der Mi-28 wird im Rahmen des russischen Militäreinsatzes im Bürgerkrieg in Syrien seit 2015 eingesetzt. Am 12. April 2016 starben beim Absturz einer Mi-28N in der Region Homs beide Piloten. Russische Quellen geben als Absturzursache einen technischen Defekt an.

### Aufstand im Irak
Im Rahmen der Terrorbekämpfung setzten die irakischen Streitkräfte ihre Mi-28 gegen ISIS Gruppen ein. Die Mi-28 kamen bei der Schlacht um Mossul (2016/17) und bei der Schlacht um Ramadi zum Einsatz.

### Russischer Überfall auf die Ukraine
Beim russischen Überfall auf die Ukraine setzten die russischen Luftstreitkräfte seit dem Februar 2022 die Mi-28 ein. Bis Mitte 2025 gingen OSINT-Quellen zufolge mindestens 13 Mi-28 über der Ukraine durch Feindeinwirkung oder aus technischen Gründen verloren, vier weitere wurden beschädigt.
Am 12. Mai 2023 stürzte eine Mi-28 über der Krim ab. Das Verteidigungsministerium Russlands schrieb, die Technik sei ausgefallen. Beide Piloten starben. Am 25. Juli 2024 stürzte eine Maschine in der Region Kaluga ab. Ein weiterer wurde vermutlich am 27. Juli durch Sabotage beschädigt. Am 6. August 2024 wurde in Folge der ukrainischen Kursk-Offensive, eine Mi-28 in der Region Kursk durch eine ukrainische FPV-Drohne am Heckrotor beschädigt; aufgrund dessen musste der Pilot eine Notlandung durchführen, wodurch die Besatzung unverletzt blieb.

## Zwischenfälle

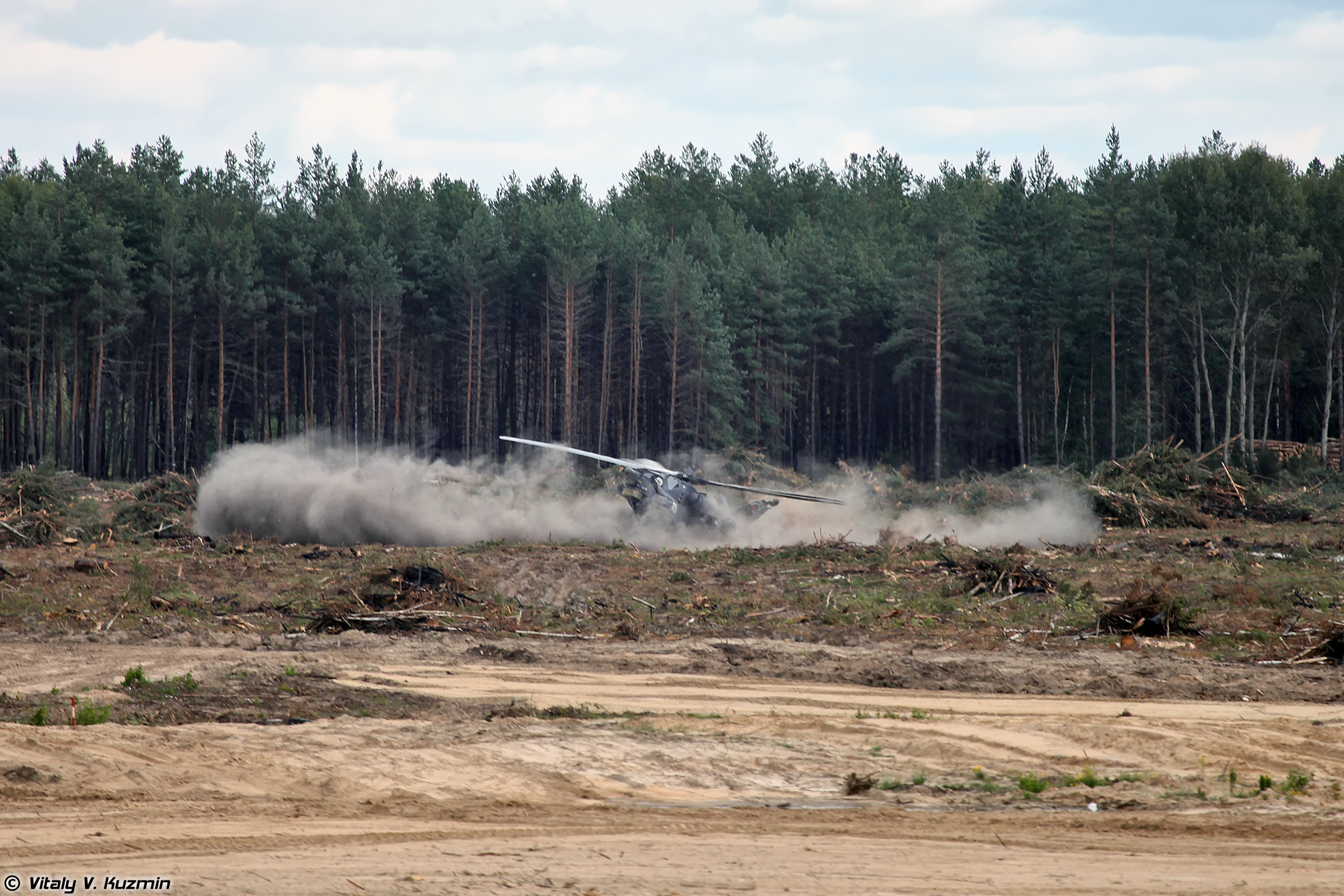
Mi-28 während des Absturzes am 2. August 2015

Am 9. Juni 2009 stürzte eine Mi-28 der russischen Luftstreitkräfte in Westrussland ab, nachdem der Hubschrauber im Schwebeflug in rund 40 m Höhe ungelenkte Luft-Boden-Raketen abgefeuert hatte, die einen Strömungsabriss in den Triebwerken verursachten. Die beiden Besatzungsmitglieder blieben unverletzt und der stark beschädigte Hubschrauber wurde repariert.
Am 15. Februar 2011 stürzte eine Mi-28N der russischen Luftstreitkräfte in der Region Stawropol in Südrussland ab. Beide Besatzungsmitglieder wurden verletzt, der Pilot starb im Krankenhaus. Am 2. August 2015 stürzte eine Mi-28 der russischen Kunstflugstaffel „Berkuti“ während einer Vorführung im Rahmen der internationalen Luftwaffenübung „Aviadarts“ auf dem russischen Übungsgelände Dubrowitschi nahe Rjasan ab. Einer der beiden Piloten kam dabei ums Leben. Die Unglücksursache war vermutlich ein Hydraulikausfall. Am 11. Dezember 2019 stürzte eine Mi-28 auf einem Trainingsflug bei Platnirowskaja ab; beide Piloten starben. Im Bezirk Wolossowo starben am 18. März 2025 beide Piloten beim Absturz ihrer Mi-28.

## Technische Daten

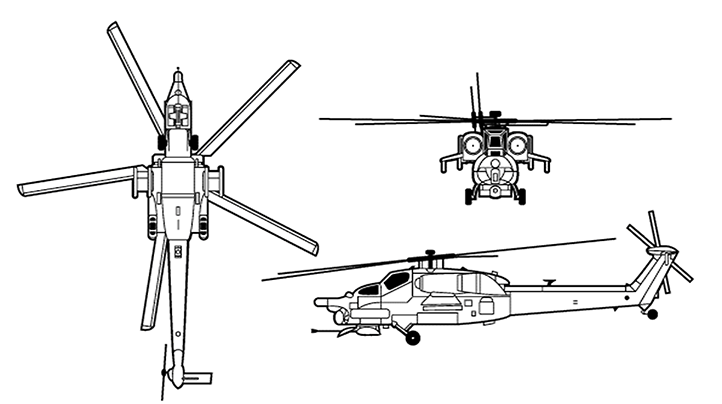
Risszeichnung

| Kenngröße             | Mi-28N                                                         |
| --------------------- | -------------------------------------------------------------- |
| Besatzung             | 2                                                              |
| Hauptrotordurchmesser | 17,20 m                                                        |
| Rumpflänge            | 17,91 m (ohne Rotoren)                                         |
| Breite                | 4,88 m (über Stummelflügel)                                    |
| Höhe                  | 3,82 m (bis Spitze Rotorkopf)                                  |
| Leermasse             | 7890 kg                                                        |
| Startmasse            | normal: 10.500 kg maximal 11.700 kg                            |
| Höchstgeschwindigkeit | 324 km/h (in 500 m Höhe)                                       |
| Marschgeschwindigkeit | 265 km/h                                                       |
| Steigrate             | max. 13,6 m/s                                                  |
| Schwebeflug           | 4500 m                                                         |
| Dienstgipfelhöhe      | statisch 3500 m, dynamisch 4950 m                              |
| Reichweite            | normal: 435 km mit Reserve Überführungsreichweite: 1105 km     |
| Triebwerke            | 2 × Klimow-Wellenturbinen TW3-117WMA-SB3 bzw. Klimow TW7-117WK |
| Leistung              | je 2.400 PS (1.765 kW) bzw. 2.700 PS (1.986 kW)                |
| Bemerkung             | Transport von 2–3 Personen im hinteren Bereich möglich         |

### Bewaffnung

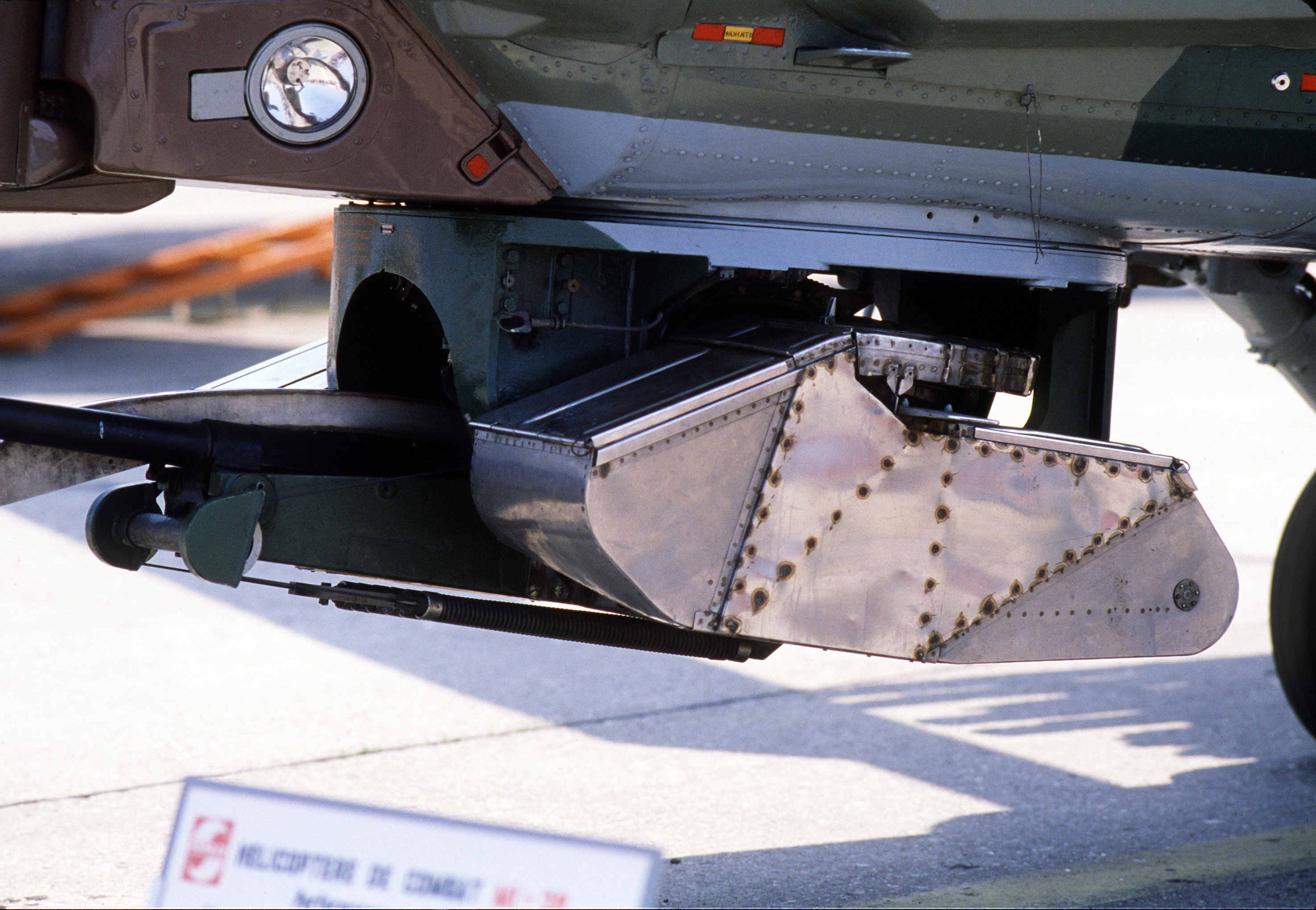
Kinnlafette

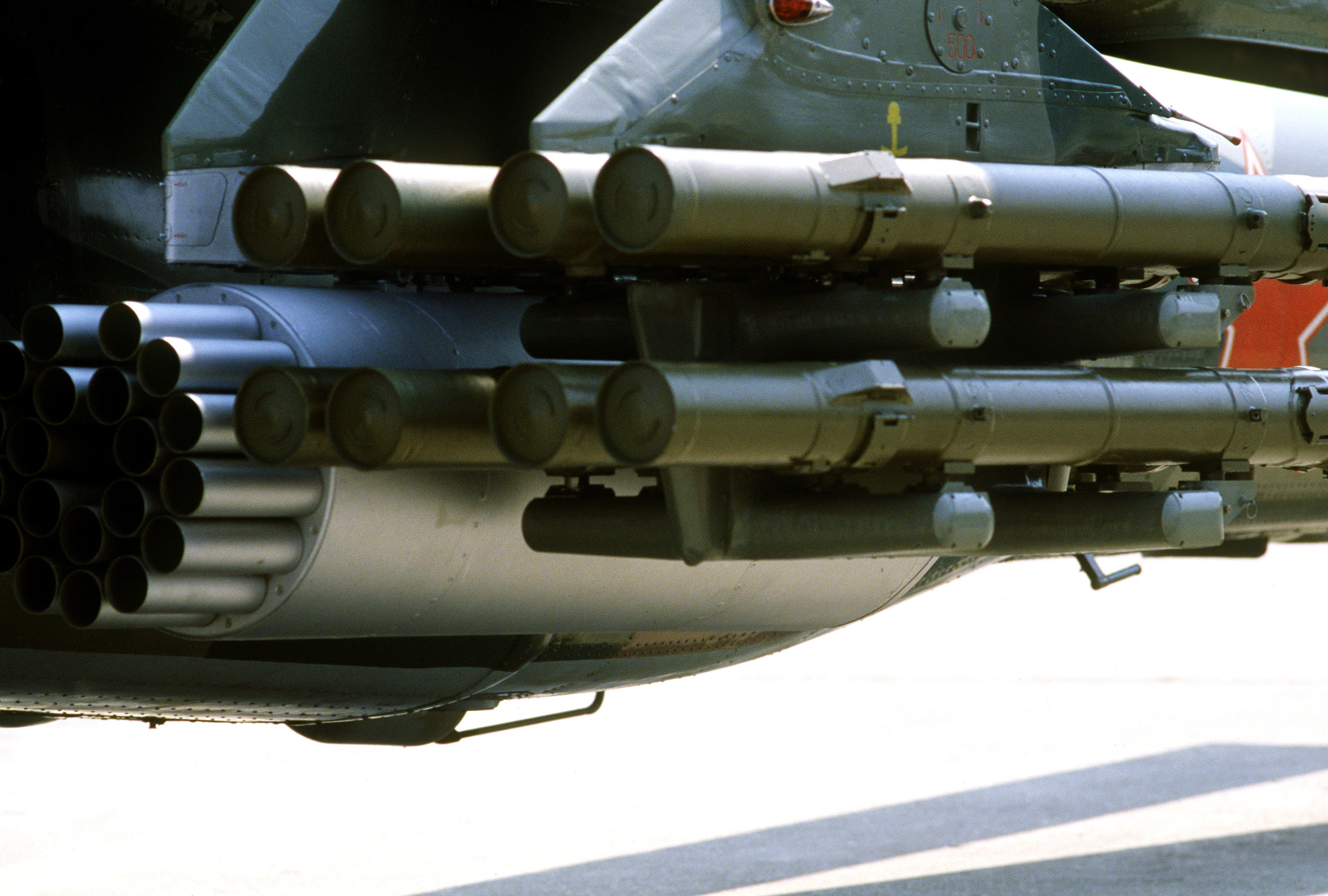
Bewaffnung an Außenlaststation

fest installierte Bewaffnung in Kinnlafette
- 1 × 30-mm-Maschinenkanone Schipunow 2A42 in einem NPPU-28-Turm (synchronisiert mit Sensorturm schwenkbar) mit 250 Schuss Munition (panzerbrechende- oder Sprengsplittergeschosse) in zwei Trommelmagazinen

Zuladung bis zu 1920 kg an vier Außenlaststationen unter den Stummelflügeln
Luft-Luft-Lenkflugkörper
- 4 × Doppelstarter mit je 2 × Wympel 9K38W Igla-W – infrarotgelenkter Kurzstrecken-Luft-Luft-Lenkflugkörper[44]
- 2 × APU-62-1M-Startschiene für je eine Wympel R-73 (AA-11 „Archer“) – infrarotgelenkter Kurzstrecken-Luft-Luft-Lenkflugkörper

Luft-Boden-Lenkflugkörper
- 16 × Kolomna 9M120 „Ataka-W“ – funkferngesteuerter (SACLOS) Panzerabwehr-Lenkflugkörper
- 16 × Kolomna 9M114M2 „Schturm-W“ – funkferngesteuerter (SACLOS) Panzerabwehr-Lenkflugkörper
- 8 × Kolomna 9M123 „Chrisantema-W“ – radar- oder lasergesteuerter Panzerabwehr-Lenkflugkörper[45]

Ungelenkte Luft-Boden-Raketen

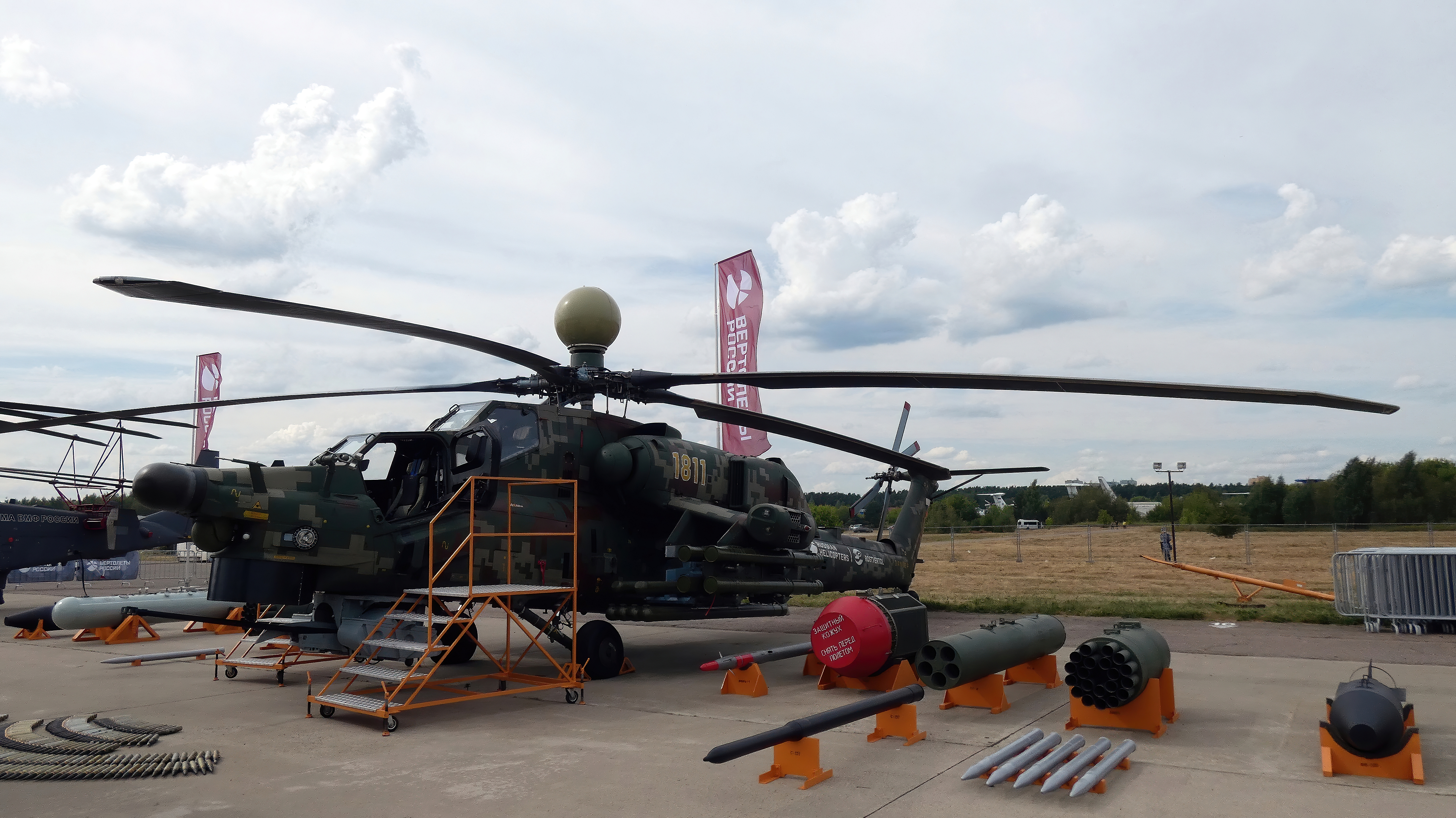
Mi-28NM auf der MAKS-2021 Luftfahrtmesse

- Mi-28NM auf der MAKS-2021 Luftfahrtmesse4 × B-8W20A1-Raketen-Rohrstartbehälter für je 20 ungelenkte S-8-Luft-Boden-Raketen; Kaliber 80 mm
- 4 × B-13L5-Raketen-Rohrstartbehälter für je fünf ungelenkte S-13-Luft-Boden-Raketen; Kaliber 122 mm
- 4 × Startschiene mit je einer ungelenkten Luft-Boden-Rakete S-24B; Kaliber 240 mm (235 kg)

Freifallbomben
- 2 × ODAB-500PMW (500-kg-Aerosolbombe)
- 2 × RBK-250-275 (275-kg-Streubombe)

Externe Behälter
- 2 × KMGU-2 (270-kg-Submunitionsbehälter für Kleinbomben und Minen)
- 2 × UPK-23-250-Maschinenkanonen-Behälter (doppelläufige 23-mm-Maschinenkanone mit 260 Schuss Munition)
- 4 × abwerfbare Zusatz-Treibstofftanks PTB-550 mit 550 Litern Kerosin

### Selbstverteidigungssysteme
Die Mi-28 verfügt über ein automatisches Selbstverteidigungssystem. Dieses setzt sich aus folgenden Komponenten zusammen:
Aktive Komponente
- 4 × OAK-UW-26-Täuschkörperwerfer mit je 32 × 26,6-mm-Hitzefackel-Täuschkörpern (OMI-PPI-26 oder Adros PIK-26). Davon sind am Ende jedes Stummelflügels je zwei Werfer in einer pillenförmigen Verkleidung angebracht.

Passive Komponenten
- 4 × L-138-„Mak“-Raketenanflugwarnsensoren
- 2 × L-140-„Otklik“-Laserwarnsensoren
- 4 × L-150-„Pastel“-Radarwarnsensoren
- 2 × Luftmischer, die an den Triebwerksauslässen die Wärmeabstrahlung durch Vermischung mit Frischluft stark abkühlen und damit die IR-Signatur um den Faktor 2,2 reduzieren.[46]